# Karlo Maloča
Karlo Maloča (Zagreb, 17. prosinca 1998.) hrvatski je televizijski i filmski glumac.

## Filmografija

### Televizijske uloge
- "Crno-bijeli svijet" kao Želimir Kipčić "Žac" (2015. – 2021.)
- "Odmori se, zaslužio si" kao Klinac #1 (2013.)

### Filmske uloge
- "Škola koja (ne) postoji" kao Dante (2021.)
- "ZG80" kao mali Kizo (2016.)
- "Ljubav ili smrt" kao Tomo (2014.)
- "Šuti" kao mali Braco (2013.)
- "Zagonetni dječak" kao Tomo (2013.)

## Vanjske poveznice
- Karlo Maloča u internetskoj bazi filmova IMDb-u (engl.)